# 奥斯陆广场
奥斯陆广场（丹麥語：Oslo Plads）是丹麦首都哥本哈根厄斯特布羅的一座广场，1962年定为现名。在此之前该广场为厄斯特布罗街的一部分。1962年，当时厄斯特布罗街介乎克里斯蒂安尼亚街與小三角地的部分改名为达格·哈马舍尔德大街（为纪念于1961年9月18日逝世的原联合国秘书长达格·哈马舍尔德），该处与厄斯特布罗街的连接因而被截断，故改为现名。奥斯陆广场周围有许多以挪威地名命名的街道。
今奥斯陆广场曾为哥本哈根东城门的所在地，哥本哈根东城门于1857年至1858年间拆除。1897年启用的东门站正门面向奥斯陆广场，因位于哥本哈根东城门遗址而得名，其总设计师为海因里克·文克。

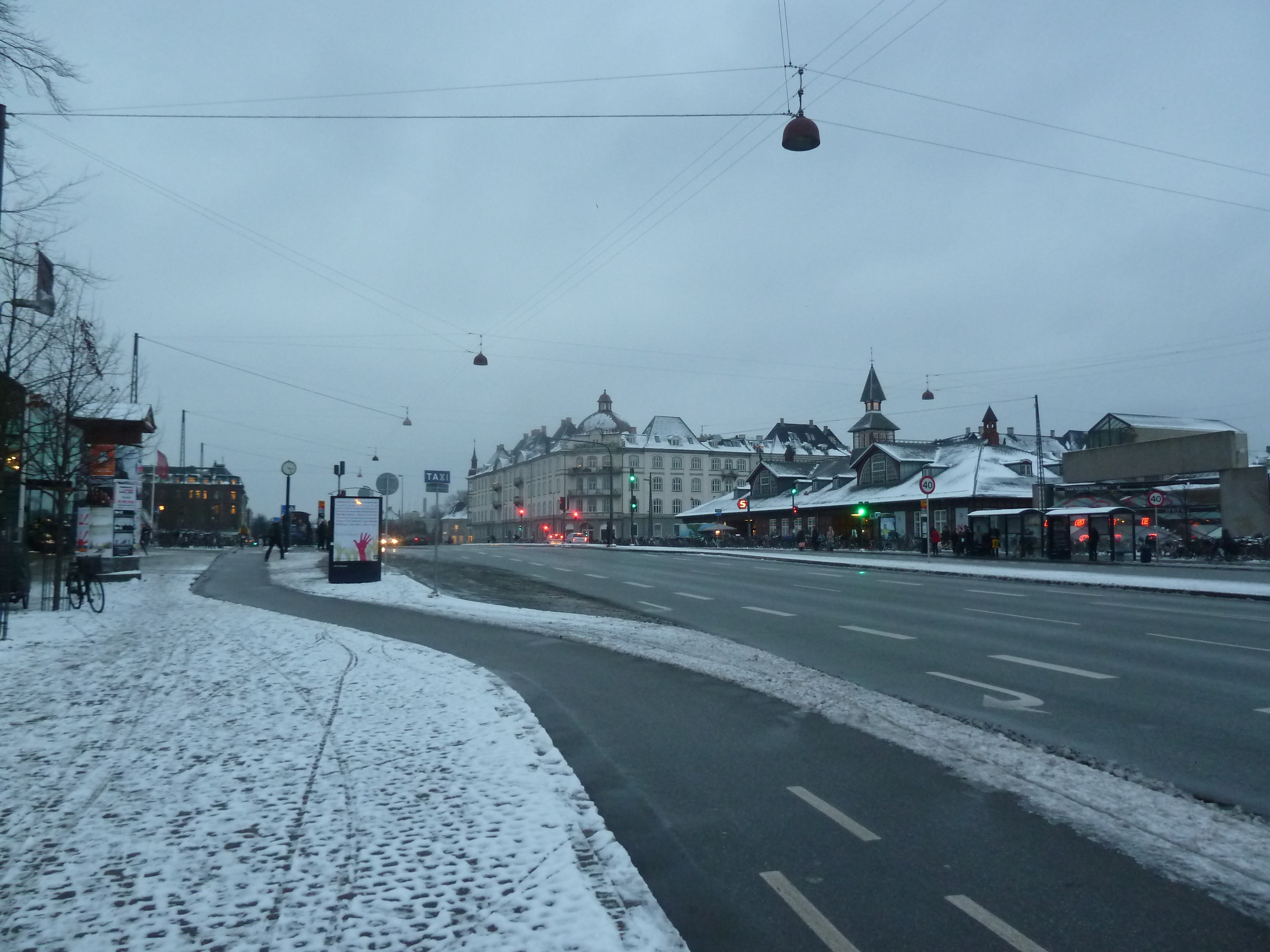
冬日的奥斯陆广场
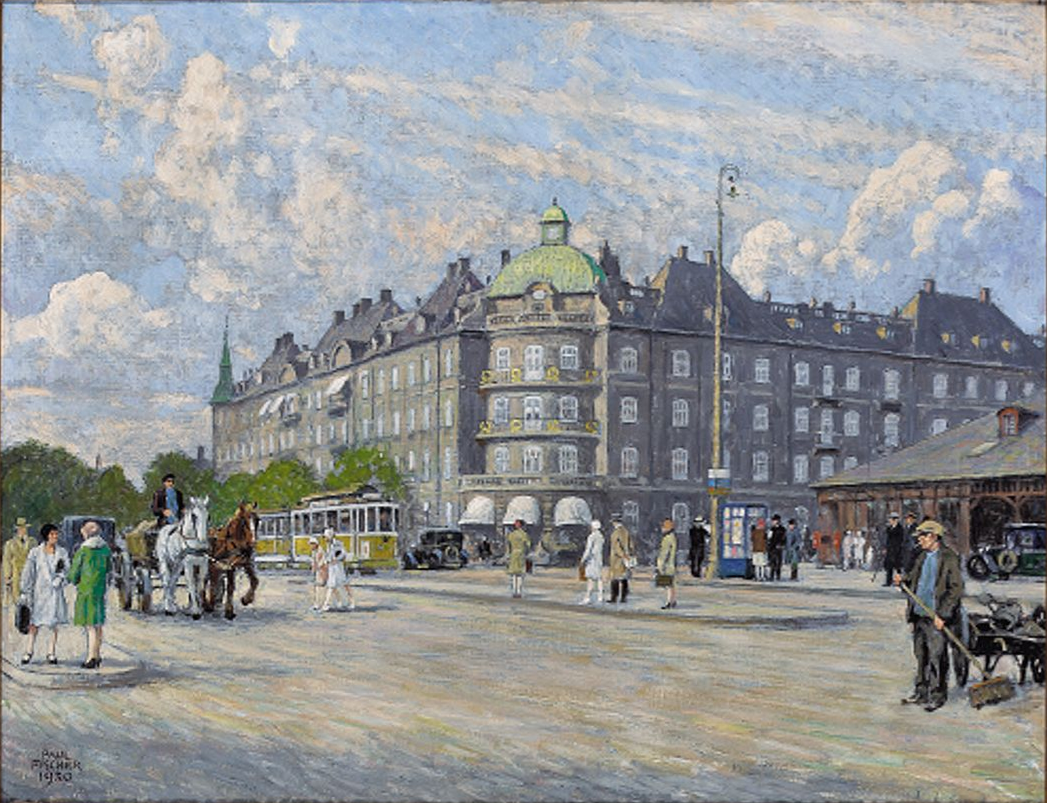
1930年由保罗·古斯塔夫·菲舍尔（英语：Paul Gustav Fischer）绘制的今奥斯陆广场画作。画中的轻轨列车为现已停运的哥本哈根轻轨列车，用于为其供电的高架电车线画中没有绘出。
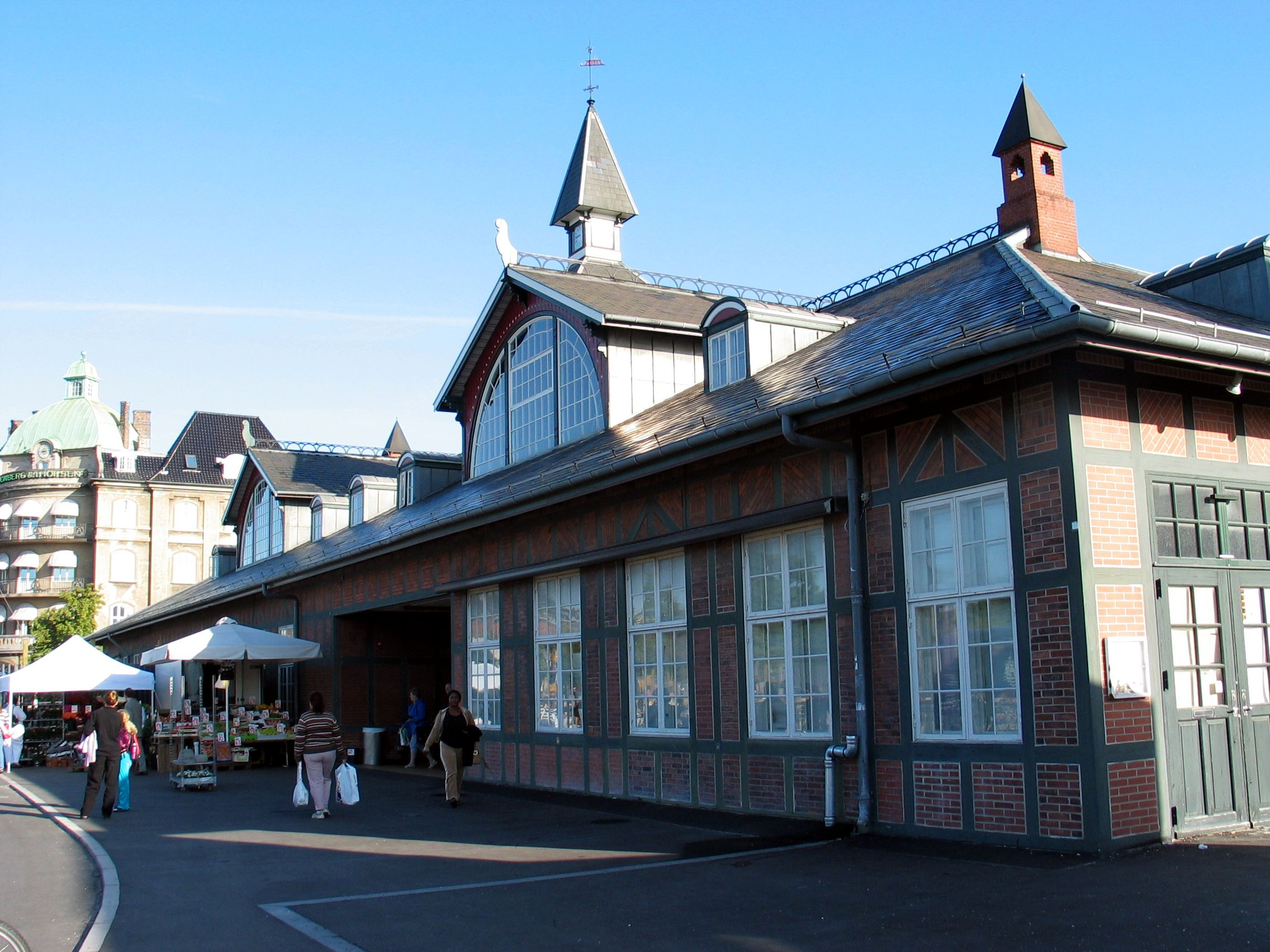
东门站面向奥斯陆广场的正面，2005年拍摄。
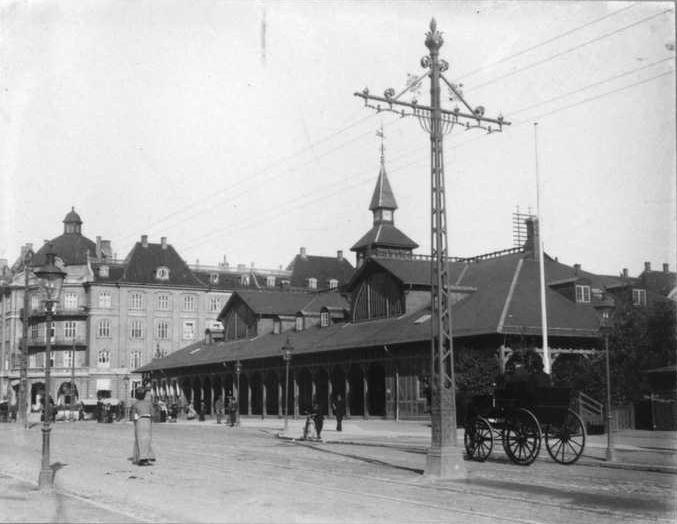
拍摄于1910年代至1920年代的东门站面向今奥斯陆广场正面，照片还拍到了途径东门站正门前的哥本哈根轻轨线（哥本哈根轻轨现已全线停运）。

## 外部連結
- Oslo Plads （页面存档备份，存于）. Magasinet KBH. 2023-12-08 （丹麦语）